# Alberto Cerioni
Alberto Paolo Cerioni (La Plata, 1º ottobre 1919 – 1948) è stato un calciatore argentino, di ruolo centrocampista.